# エイリアンズ
エイリアンズは、キリンジの6thシングルである。

## 概要
前作「君の胸に抱かれたい」より3ヶ月ぶりとなるシングル。オリコンチャートによると、キリンジのシングルとしては3番目の売上となった。タワーレコード渋谷店のシングルランキングでは4位（2000年10月9日〜10月15日）を記録した。世代を超えて様々なアーティストにカバーされている。
テレビ朝日『関ジャム 完全燃SHOW』にて行われた「プロが選んだ最強のJ-POPベスト30」（2021年3月3日）にて16位にランクイン。さらに同年5月16日放送の冨田ラボ（冨田恵一）特集では同曲の魅力が解説された。「令和に活躍する若手アーティストが選ぶ平成最強ソングベスト30」（2022年5月6日）では2位にランクインされた。
2021年5月1日深夜 25:00 - 25:55にはBSフジで『アワー・フェイバリット・ソング  私が「エイリアンズ」を愛する理由』と題して、本曲の魅力を深掘りする番組が放送された（BSフジ オンデマンドでは2021年7月4日23:59まで配信され、2021年7月3日深夜 25:00 - 25:55には再放送が行われた）。
作家・燃え殻の原作によるメディアミックス作品『あなたに聴かせたい歌があるんだ』では、作品を通してキーとなる楽曲として大きくフィーチャーされており、2022年5月20日から配信サイトHuluで配信されたドラマでは、テーマ曲として使用されている。
「ミュージック・マガジン　2024年8月号」特集「2000年代Jポップベスト・ソングス100」において、2位に選出されている。表紙は同曲収録アルバム「3」のジャケットを描いたイラスト。

## 収録曲
1. エイリアンズ (6:04)
  - 作詞・作曲：堀込泰行
  - キリンジの代表曲。
  - 作詞作曲した堀込泰行は、この曲の着想を「日本の大部分を占める『ノンカルチャー』な場所に合うようなものを作りたかった」と述べている（『ミュージックスクエア』（2008年、NHK-FM）より）。
  - ミュージックビデオは「SPACE SHOWER Music Video Awards 2000」BEST SHOOTING VIDEOを受賞した（監督は吉田喜子）。
  - キリンジファンである宮崎哲弥は、宮台真司との対談集の書名を『エイリアンズ　論壇外知性体による「侵犯」的時評'03-'04』 （インフォバーン、2004年）としている。
  - LINEモバイルCMソング（2017年3月）
  - ドラマ『カラスになったおれは地上の世界を見おろした。』（2018年11月10日、NHK BSプレミアム）挿入歌
  - 2022年、映画『明け方の若者たち』及び、Huluオリジナルドラマ『あなたに聴かせたい歌があるんだ』の劇中で使用された[7]。
2. イカロスの末裔（radio mix） (5:31)
  - 作詞・作曲：堀込高樹
  - ミズノ「アスレチックウェアー」CMソング
3. 銀砂子のピンボール（special Christmas version） (3:54)
  - 作詞・作曲：堀込泰行

全曲編曲：キリンジ・冨田恵一

## 収録シングル・アルバム・コンピレーション
- オリジナル『3』（2000年11月8日）
- リミックス『RMX』（2001年4月25日）
TinyVoice,Production Smooth Mix
- オムニバス『北青山的13曲1000円』（2001年8月8日）
- オムニバス『One Nation』（2003年6月18日）
Groove encounters mix
- オムニバス『Love-51』（2003年11月26日）
- オムニバス『The Best Of J-AOR「Mellow」』（2004年1月21日）
- ベスト『KIRINJI Archives SINGLES BEST』（2004年6月23日）
- シングル「朝焼けは雨のきざし」（2008年2月20日）
Live ver.
- ベスト『KIRINJI 1998-2008 10th Anniversary Celebration』（2008年12月10日）
- ベスト『Melancholy Mellow I-甘い憂鬱-19982002』（2018年11月7日）
- コンピレーション『センチメンタルデイズ ～アノ頃、夕暮れ、帰り道～』(2019年10月30日）
DJ BLUEによるREMIX

## カヴァー

### 音源化作品
- 鈴木康博：オムニバス『Re-Cover』（2004年5月25日）収録。
- ミズノマリ：オムニバス『Voice Colors ～あなたといたころ～』（2007年3月21日）収録。
- SANDII：オムニバス『Fly Me To The Paradise - 1st Destination ~Hawaii~』（2007年12月12日）収録。
- Gen Tamura（田村玄一） feat. 土岐麻子：オムニバス『LOVERS COVERS SWEET』（2008年11月19日）、オムニバス『大人の、セツ泣きBEST』（2013年7月16日）収録。
- 秦基博：シングル「アイ」（2010年1月13日）、アルバム『Documentary』（2010年10月6日、初回限定盤）収録。
- たなかりか：ジャズカヴァーアルバム『Japanese Songbook』（2012年4月18日）収録。
- UNCHAIN：カヴァーアルバム『Love & Groove Delivery』（2013年2月6日）収録。
- ハナレグミ：カヴァーアルバム『だれそかれそ』（2013年5月22日）収録。
- KOHEI JAPAN：ベストアルバム『コーヘイジャパンはかく語りき The Best of KOHEI JAPAN/K.J.』（2014年1月15日）収録。
- Goose house：2016年7月25日にYouTubeで歌唱動画を公開。
- THE CHARM PARK：オムニバス『PEACEFUL2』（2016年10月19日）収録。
- のん：配信シングル「エイリアンズ」堀込泰行がプロデュース。 LINE MUSICLINE RECORDSにて配信及びダウンロード販売（2017年7月13日）[8]。
- 堀込泰行：シングル（配信・ANALOG）「エイリアンズ（Lovers Version）」（2017年8月9日）収録。Dub Versionも併録。
コンピレーション『RELAXIN' WITH JAPANESE LOVERS VOLUME 6 WE LOVE JAPANESE LOVERS MORE THAN EVER COLLECTIONS』（2018年3月14日）ではYASUYUKI HORIGOME & THE NEW SHOES名義にてDUB Ver.を収録。さらに同年8月22日、このアルバムから10曲をセレクトしてアナログ化、『RELAXIN' WITH JAPANESE LOVERS VOLUME 6 WE LOVE JAPANESE LOVERS MORE THAN EVER SELECTIONS』として発売。
- 鈴木雅之：カバーアルバム『DISCOVER JAPAN III 〜the voice with manners〜』（2017年8月23日）収録。
- 比屋定篤子：アルバム『風と鱗』（2017年12月13日）収録。
- Awesome City Club：EP「TORSO」（2018年3月14日）収録(Studio Live ver.)。
- 丸本莉子：アルバム『COVER SONGS』（2018年2月28日）収録。
- DJ SASA：アルバム『スロー・アイランド』（2018年6月20日）収録。ボーカルはUECHI MANAMI。
- やなぎなぎ：アルバム『やなぎなぎ ベストアルバム -MUSEUM-』（2019年1月9日）初回限定盤収録。ライブ音源。
- 田村芽実：アルバム『舞台』（2019年8月21日）初回限定盤B収録。ライブ音源。
- 南佳孝：アルバム『ラジオな曲たち II』（2019年10月30日）収録。
- 森恵：アルバム『COVERS2 Grace of The Guitar+』（2020年4月29日）収録。
- JUJU：シングル「STAYIN' ALIVE」（2020年2月26日）カバーアルバム『俺のRequest』（2020年10月21日）コンピレーションアルバム『CITY POP Voyage - STANDARD BEST』（2021年3月21日）収録。
- 花譜：2020年11月1日にYouTubeで歌唱動画を公開。
- スピサ（声：大地葉）：音楽プロジェクト『AKROGLAM』の楽曲として、2021年にYouTubeで歌唱動画を公開。同年9月10日発売のカバーアルバム『NEON SKY』に収録。

### ライブ・番組収録
- 田島貴男：BSフジ『MUSIC INDEX Hi-Vision Studio LIVE』（2001年3月23日）
- JUJU：カヴァーライヴ『JUJU苑』（2008年6月30日、東京）
- 小田和正、JUJU、松たか子：TBS『クリスマスの約束』（2012年12月25日）
- 藤井隆：日本テレビ『ザ・狩人』（2013年8月2日）
- 杏：ニッポン放送『杏のAnytime Andante』（2013年8月10日）
- 星野源：ニッポン放送『星野源のオールナイトニッポン』（2016年12月12日）
- 安藤裕子：『Premium Live 2017 ～夜明け前～』（2017年6月3日）
- 私立恵比寿中学：『エビ中 秋空と松虫と音楽のつどい 題して「ちゅうおん」2018』（2018年9月22日）
中山莉子のソロ歌唱。
- GRANRODEO：『GRANRODEO Live Session "Rodeo Note" vol.1』（2020年11月29日）
- 町あかり：『YANO MUSIC FESTIVAL 2021 ～ヤノフェス 歌うスタジオ～』（2021年1月30日）
- 堀込泰行：BSフジ『アワー・フェイバリット・ソング  私が「エイリアンズ」を愛する理由』（2021年5月1日）ギター弾き語りにて演奏。また、『ONE PARK FESTIVAL 2021』（2021年11月14日、福井市中央公園）でもギター弾き語りを披露し、スペースシャワーTV系列のYouTubeにて公開されている。
- 堂珍嘉邦（CHEMISTRY）：『”Drunkboat” TALK & LIVE 2021～夏～』（2021年7月13日）
- 田所あずさ、鷲崎健：『鷲崎健のアコギFUN！クラブ ＃55お誕生日回SP』（2021年10月15日)